# 128분음표

루트비히 판 베토벤의 피아노 소나타 8번에 사용된 백이십팔분음표

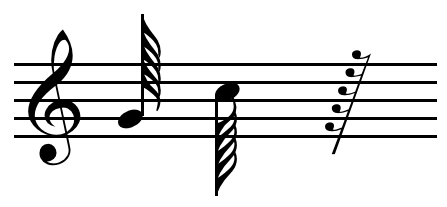
백이십팔분음표와 백이십팔분쉼표

백이십팔분음표(百二十八分音標, 문화어: 백이십팔분소리표; 영어: semihemidemisemiquaver 또는 quasihemidemisemiquaver)는 온음표의 128분의 1의 길이를 나타내는 음표이다. 꼬리는 5개이다.

## 같이 보기
- 악상 기호